# Литургический календарь
Литурги́ческий календа́рь, богослужебный календарь, церковный календарь, (от лат. Calendae, название первого дня каждого месяца в Древнем Риме) — принимаемая той или иной церковью (конфессией) система определения дат переходящих и непереходящих церковных праздников, сроков и продолжительности связанных с ними предпразднств и попразднств (предшествующих и последующих дней, в которые проводятся особенные богослужения), а также постов. Такое же название носит печатное издание этого календаря-таблицы, издаваемое перед началом нового календарного года, содержащий перечень праздников на каждый календарный день.

## История
Системной основой календаря литургического является принятый в той или иной стране гражданский календарь — система летоисчисления и деления годичного цикла на месяцы (солнечные и/или лунные), недели и дни. То есть, даты праздников, постов и т.п. в календарях церковных выражаются в тех единицах исчисления, которые приняты в настоящее время в гражданских отношениях. В известном ряде исключений литургические календари опираются на системы, которые были приняты ранее, в том числе в других странах; в этом случае дни и события литургического календаря получают двойную датировку.
Вместе с тем, в качестве отправной точки отсчёта годичных циклов гражданские календари большинства стран ориентируются на важнейшие события общерелигиозного, а не локально-гражданского значения — например, сотворение мира, рождество Христово и т.п.
Отличительной чертой литургических календарей от гражданских является усложнённое деление года на несколько крупных отрезков, каждый из которых охватывает более месяца. В культуре большинства стран современного мира, независимо от господствующих вероисповеданий, гражданский год делится на четыре примерно равные «времени года» — весна, лето, осень, зима. Литургические же календари выделяют «круги богослужений» — например, у православных и католиков — пасхальный и рождественский.
Другим существенным отличием литургического календаря от гражданского является наличие так называемых переходящих праздников. Неодинаковость гражданских дат, на которые выпадает тот или иной переходящий праздник, обусловлена отсутствием целочисленного кратного соотношения между солнечным и лунным годом, между гражданскими и лунными месяцами.
Наконец, литургические календари, в отличие от гражданских, подразумевают указания на организацию суточного круга богослужений.

## Литургические календари христиан
В христианстве литургический календарь складывается в I—IV веках. Первоначально индиктом (началом исчисления дней нового года) являлась Пасха — праздник, начало которого рассчитывалось по лунному, а не по солнечному календарю.
Проблемы, связанные с согласованием еврейского лунного календаря с календарём солнечным, принятым у римлян, вылились в длительную дискуссию по поводу методики исчисления даты празднования Пасхи. Переосмыслив иудейскую пасху как ежегодное воспоминание о воскресении Иисуса, христиане пересмотрели в своём богослужебном календаре и недельный круг — вместо ветхозаветного «дня субботнего» сакральное значение приобрело воскресение — «день Господень», день Воскресения Христова.

## Книжное издание
Христианский литургический календарь на год включает: гражданский календарь (юлианский, новоюлианский либо григорианский); два литургических круга (пасхальный и рождественский); список дней памяти святых и перечень постов, которые предписаны в соответствии с канонами данной церкви (обряда).
Задолго до эпохи книгопечатания христиане вручную писали и переписывали списки и сборники, где помимо перечней праздников записывались жития святых — святцы, мартирологи, минеи. На Руси календари называли также месяцесловами.
Церковные календари на протяжении многих веков были единственной «литературной формой» систематизированной записи дней предстоящего года. Календари светского содержания появляются в Западной Европе только в XIV веке.
На Руси первой попыткой «как-то регламентировать, в какие дни что делать и чего не делать», стал «Изборник» Святослава, вышедший в 1076 году. Западные календари начинают проникать в Россию в XVI веке, после чего по их подобию со временем начинать и отечественные гражданские календари. Их называли по-иному: «Годовой разпись, или месячило» (1670).